# Operation Stacey
1941

Versenkung der Force Z 
1942

C –
Ironclad 
1944

Diplomat –
Cockpit –
Transom –
Councillor –
Pedal –
Crimson –
Banquet –
Light –
Millet –
Outflank –

ab 22. Nov. als British Pacific Fleet Robson 
1945

Lentil –
Meridian –
Suffice –
Stacey –
Transport –
Onboard –
Penzance –
Passbook –
Sunfish –
Bishop –
Dukedom –
Mitre –
Irregular –
Balsam –
Bedlam Green –
Collie –
Livery –
Jurist –
Tiderace
Die Operation Stacey war eine Fotoaufklärungsoperation der britischen Royal Navy über Südmalaya und Nordsumatra mit Flugzeugen, die von den Flugzeugträgern der Eastern Fleet unter Vizeadmiral Sir Arthur Power in der Andamanensee operierten. Die Operation fand zwischen dem 22. Februar und dem 7. März 1945 während des Pazifikkriegs im Zweiten Weltkrieg statt.
Die Operation wurde von der Force 62 ausgeführt, Sie stand unter dem Kommando von Vizeadmiral Harold Walker, dem Kommandanten des 3. Schlachtgeschwaders der Eastern Fleet.
Die Force 62 bestand aus dem Geleitträger Empress mit dem 854. Avenger-Geschwader, dem Geleitträger Ameer mit dem 888. und 804. Hellcat-Geschwader, dem Leichten Kreuzer Kenya, den Zerstörern Virago, Vigilant, Volage, sowie den Fregatten Spey, Swale, Plym. Für die logistische Unterstützung war die Tanker Gruppe, Force 61, mit dem Flottentanker Echodale, der von der Fregatte Trent eskortiert wurde, bereitgestellt.

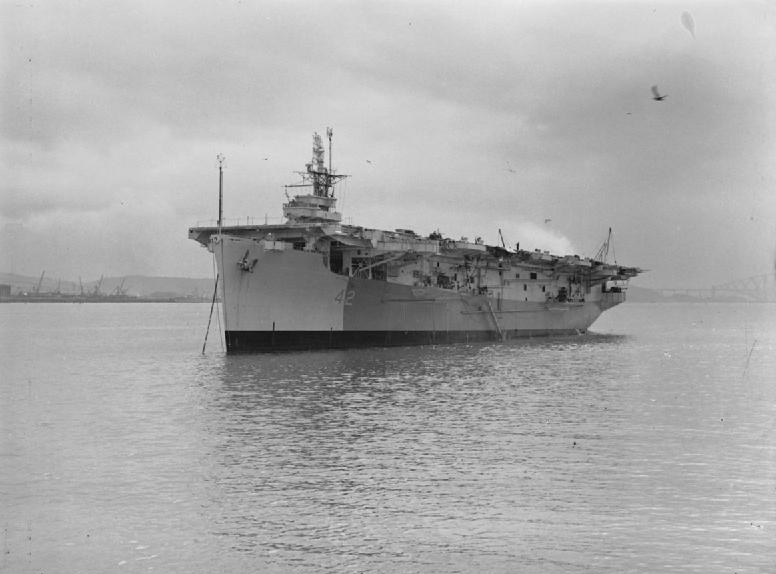
Der Geleitflugzeugträger Empress

Die Schiffe verließen am 22. Februar Trincomalee in Ceylon. Die Fotoaufklärungsflüge begannen am 26. Februar und endeten am 3. März. Sie umfassten den Isthmus von Kra, die Nordostküste Sumatras, Penang und die für die geplante Operation Zipper wichtigen Inselgruppen Simeuluë und die Banyak-Inseln. Während der Operation wurden am 1. März drei japanische Flugzeuge von britischen Jagdflugzeugen 160 km westlich der Insel Katchal in den Nicobaren abgeschossen.
Am 2. März wurden die Schiffe der Force 62 aufgetankt und setzten dann die Operation fort. In der Andamanensee wurden in der Folge auch Einsätze gegen den dortigen japanischen Schiffsverkehr unternommen.

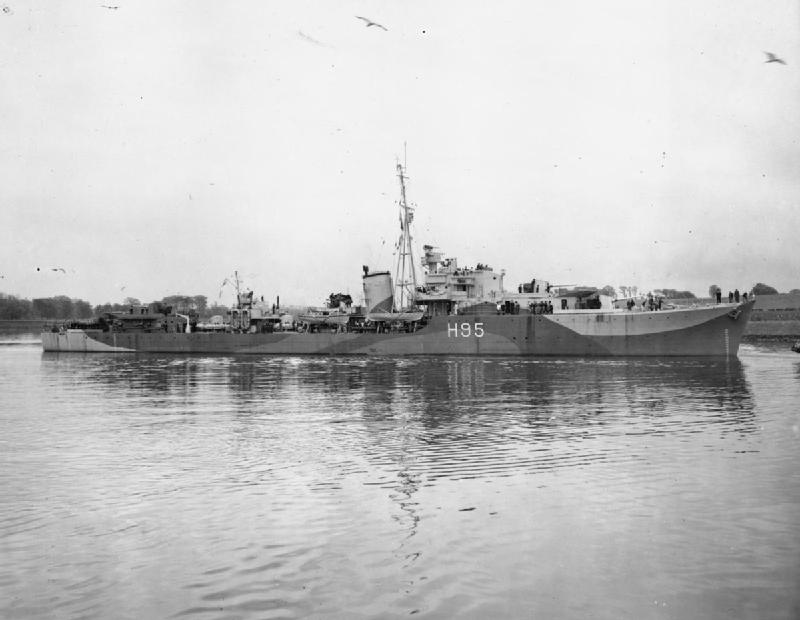
Der Zerstörer Roebuck

Die vier Zerstörer Rotherham, Rocket, Roebuck und Rapid beschossen am 24. und 25. Februar die von den Japanern besetzten Andamanen. Bei einem Vorstoß gegen die Küste bei Tavoy in Südburma wurden am 1. und 2. März einige Küstenfahrzeuge versenkt. Ein japanischer Luftangriff auf die Zerstörer konnte am 1. März ohne eigene Verluste abgewehrt werden. Der Beschuss der Andamanen wurde am 3. März dann noch einmal wiederholt.
Alle Schiffe liefen anschließend nach Trincomalee zurück, wo sie am 7. März eintrafen.